# Дино Меданхоџић
Дино Меданхоџић (Градишка, 6. јун 1986) је босански гитариста, текстописац и музички продуцент који живи у Шведској. У лице јавности је доспео 2011. године када је почео да се забавља са шведском певачицом Јоханом Маријом Јансон, познатијом као Dotter (ћерка на шведском).

## Каријера
Песме по којима је Дино најпознатији су оне које су учествовале на Мелодифестивалену, шведском такмичењу за избор представника Шведске на песми Евровизије. Прва песма коју је компоновао за Мелодифестивален је Victorious и она је певана на Мелодифестивалену 2019. године од стране шведске певачице Лине Хедлунд. Песма је прошла у финале такмичења, а поред Дина, који је и писао текст за ту песму, су на њој радили и његова девојка Јохана, Ричард Едвардс и Мелани Веб. Дино је и наредне године окушао своју срећу када је заједно са Јоханом и Ериком Далквистом компоновао песму Bulletproof коју су пријавили за Мелодифестивален 2020. године. Песма је на крају завршила на другом месту и имала је само један поен мање од победничке песме, а многима је и даље фаворит.
Јохана је и 2018. године учествовала на Мелодифестивалену, али није остварила тако добар резултат као 2020. године и тада су она и Дино постали јако популарни у шведским таблоидима и све је јако занимало какву песму ће направити за следећу годину. Опет су се удружили и 2021. године компоновали песму Little Tot, са којомм су у финалу Мелодифестивалена завршили на 4. позицији. На трећем месту је била иста шведска групе од које су изгубили за један поен 2020. године и 2021. године је разлика између њихових поена била опет 1, само што овај пут није било за победу.
Осим песама које су учествовале у Мелодифестивалену, Дино је писао и неке песме за своју девојку које је она објавила као соло уметница. Неке од њих су Backfire (2020), New year (2020) и Jealous (2021). Јохана није изјавила да у будућности планира да поново учествује на Мелодифестивалену али она и Дино нису искључили компоновање песама за друге уметнике као опцију.
Дино, такође, има везе и са бендом THE SIX и шведском музичком индустријом Honua Music.

## Приватни живот
Дино је већ преко 10 година у вези са Јоханом, а брак нису искључили као опцију, већ не виде неку потребу за тиме. Будући да је Динов рођендан 6. јуна, а Јоханин 10. јуна пар пута су организовали прославе заједно, што се може видети и на њиховим профилима на Инстаграму где су обоје активни од 2011. године. Такође воле сваке године да се проведу за Ноћ вештица и сваки пут се другачије костимирају али ипак изаберу сличне мотиве за своје изгледе. У слободно време воле да присуствују концертима у Стокхолму, Упсали и Гетебoргу као и да кувају. Када не кувају, омиљена храна по ресторанима им је пица.
Дино, поред тога што је текстописац и композитор, воли и да тренира и да игра кошарку. Такође је веган, као и његова девојка, чије је уметничко име Dotter настало тако што она себе сматра „ћерком природе”. Поред пице, воли и воће а омиљено му је тропско попут банане, лубенице и манга.